# Bad Mergentheim
Bad Mergentheim är en stad i Main-Tauber-Kreis i regionen Heilbronn-Franken i Regierungsbezirk Stuttgart i förbundslandet Baden-Württemberg i Tyskland.  Bad Mergentheim, som för första gången nämns i ett dokument från år 1058, har cirka 25 000 invånare.
Staden ingår i kommunalförbundet Bad Mergentheim tillsammans med  kommunerna Assamstadt och Igersheim.